# Pizza de Chicago

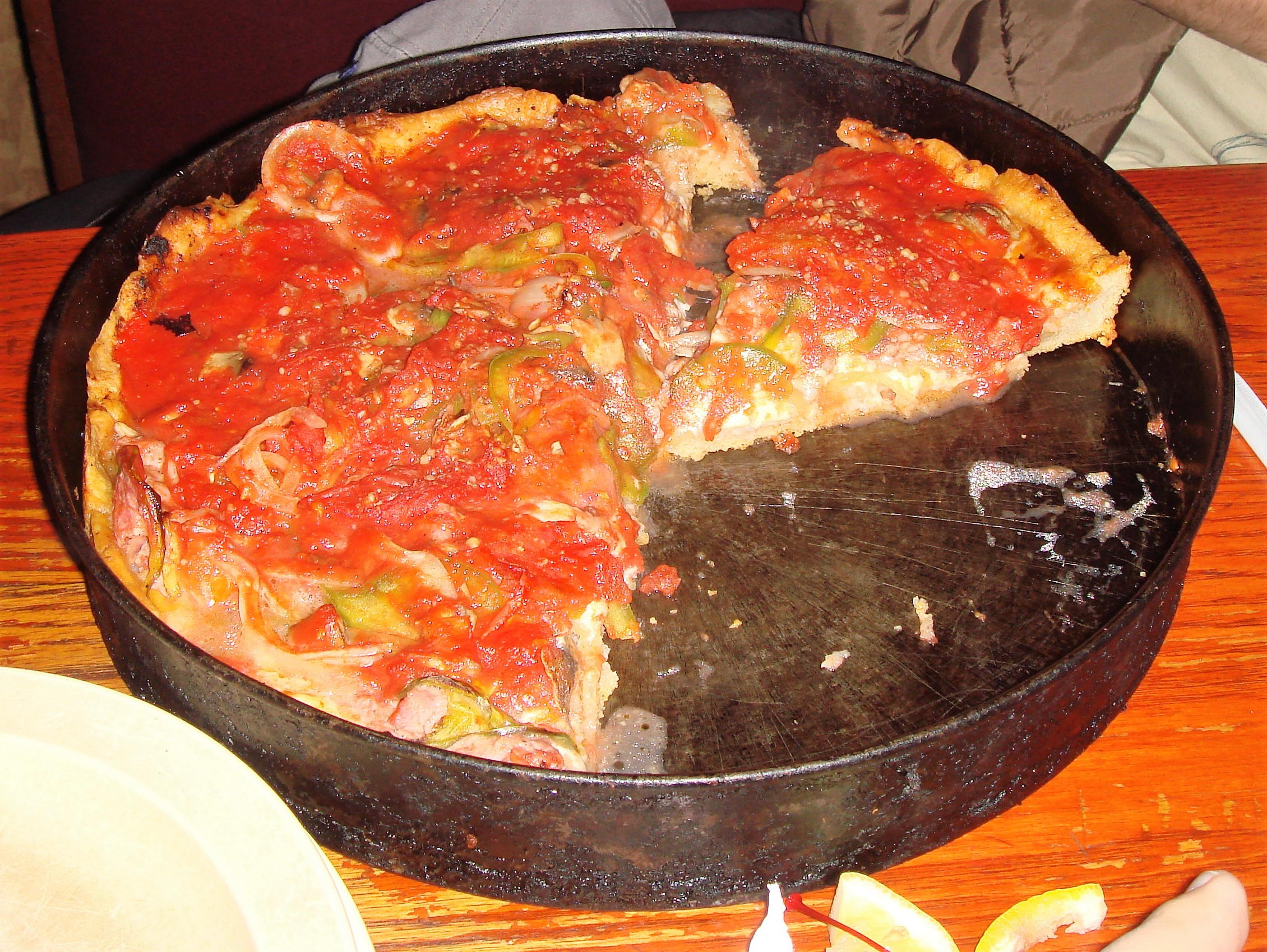
Pizza de la Pizzeria Uno, où fut inventée la pizza de Chicago

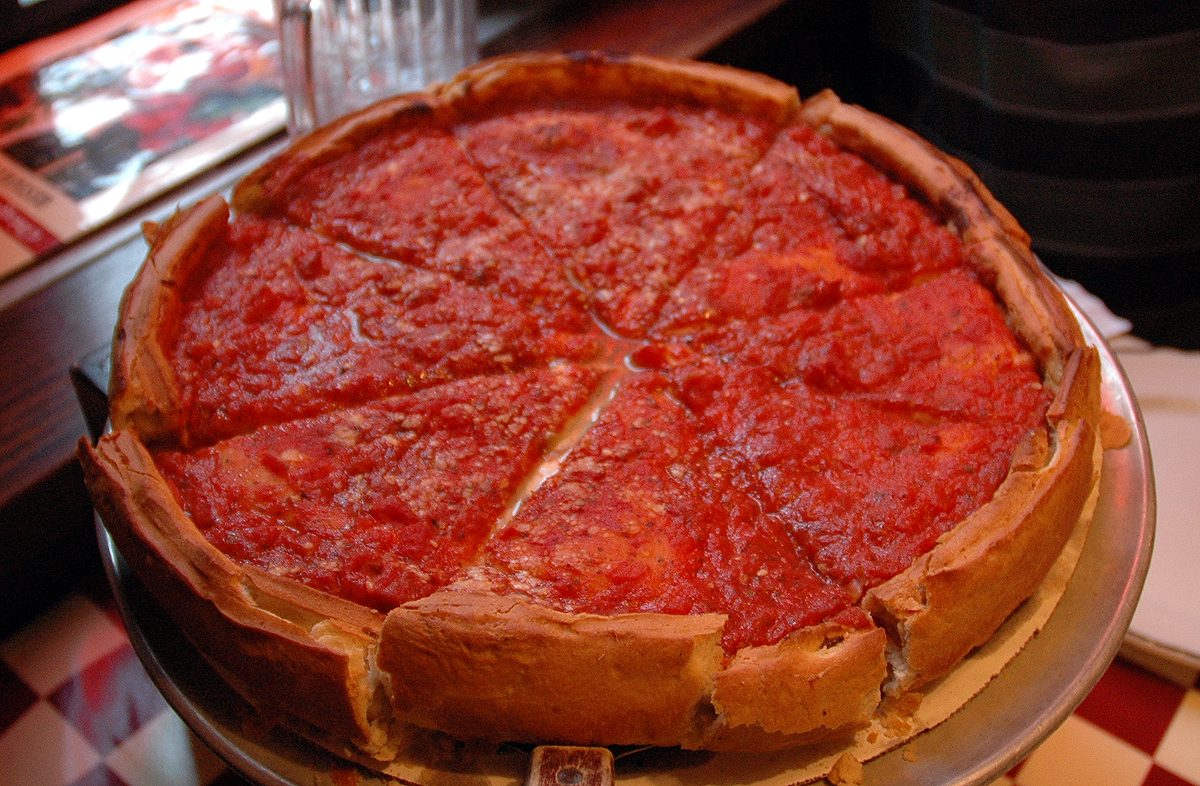
Pizza de Chicago riche en tomates.

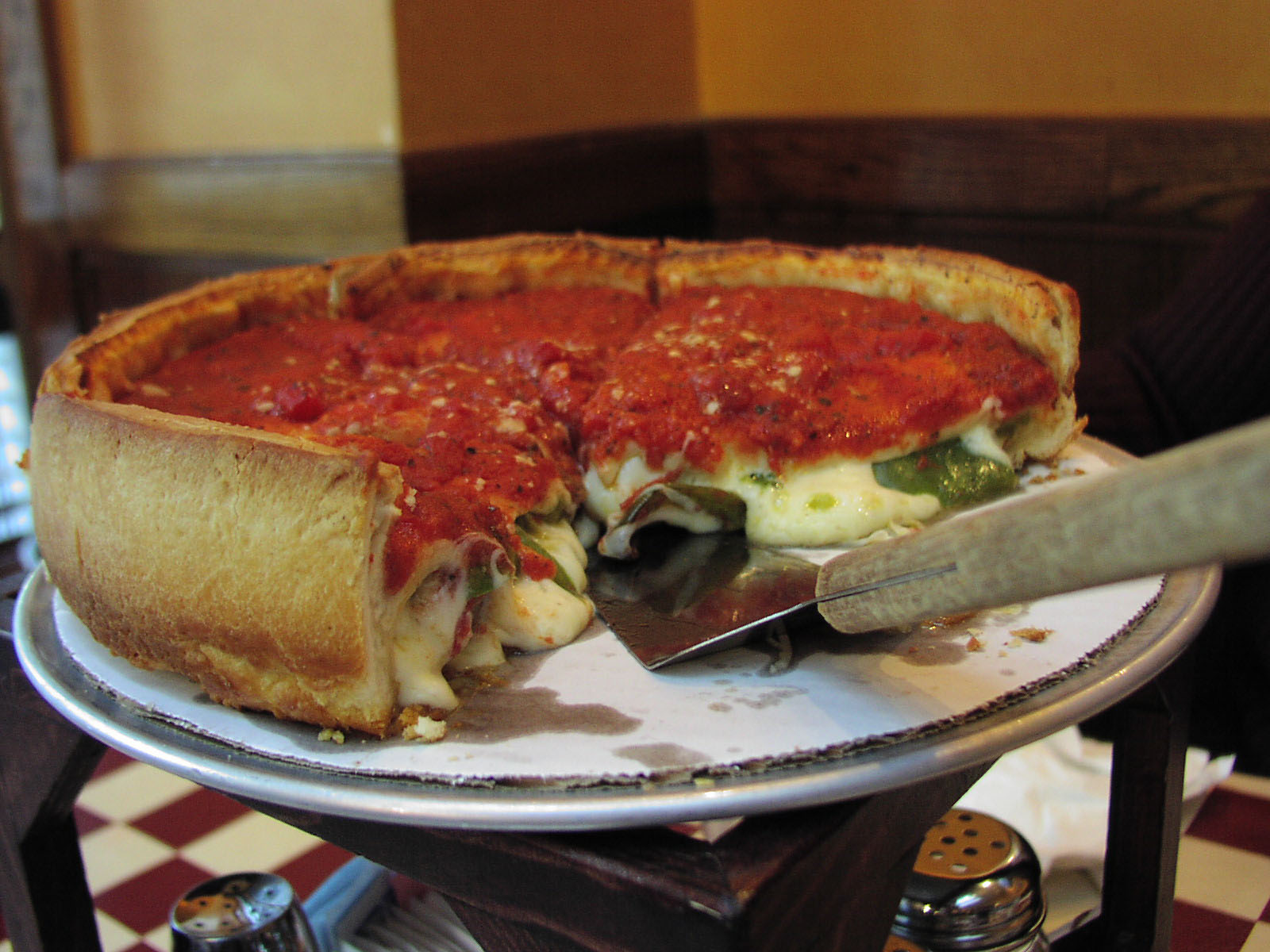
Pizza de Chicago.

La pizza de Chicago (ou encore  Chicago-style pizza et Deep-dish pizza en anglais) est une pizza inventée en 1943 à la Pizzeria Uno à Chicago (États-Unis).

## Présentation
La pizza de Chicago présente la spécificité de se préparer dans un moule creux, et comporte une épaisse garniture, représentant une forme d'hybride entre les tartes américaines traditionnelles et les pizzas issues des communautés italiennes établies aux États-Unis. Le fromage se trouve au fond de la pizza et la sauce tomate sur le dessus, à l'inverse de la majorité des pizzas. On la trouve sous différentes versions ; croûte mince, croûte épaisse, voire à deux croûtes avec la sauce sur le dessus.
C'est le seul type de pizza américaine qui n'est pas habituellement consommé avec les mains, parce qu'elle est servie dans un plat creux et contient trop de mozzarella pour être manipulée.

## Deep-dish pizza
Selon Tim Samuelson, historien culturel officiel de Chicago, il n'y a pas assez de documentation pour déterminer avec certitude qui a inventé la pizza profonde de Chicago (Chicago-style deep-dish pizza). On rapporte souvent que la pizza profonde de style Chicago a été inventée à la Pizzeria Uno de Chicago, en 1943, par le fondateur de la Pizzeria Uno, Ike Sewell. Cependant, un article de 1956 du Chicago Daily News affirme que le chef de la Pizzeria Uno, Rudy Malnati, a développé la recette, et Michele Mohr du Chicago Tribune rapporte que le menu du Rosati's Authentic, pizzeria de Chicago, comprend des plats profonds depuis son ouverture en 1926, selon les descendants de Saverio Rosati.